# Fortune Head
Vid Fortune Head ligger Global boundary Stratotype Section and Point (GSSP) för gränsen mellan proterozoikum och paleozoikum. Profilen ligger på Burinhalvön, nära staden Fortune på Newfoundland i Kanada, och finns bland de klippor som finns exponerade vid kusten. GSSP:n finns i Chapel Island-formationen.